# Crisis política en Costa de Marfil de 2010-2011
La crisis política en Costa de Marfil se inició a raíz de los resultados electorales obtenidos en la segunda vuelta de los comicios presidenciales celebrados en el estado africano el 28 de noviembre de 2010, que daban como vencedor al candidato opositor Alassane Ouattara por un estrecho margen de votos. Sin embargo, la intervención del Consejo Constitucional y la lealtad de las fuerzas armadas al hasta entonces presidente, Laurent Gbagbo, le permitieron a éste perpetuarse en el poder, a pesar de la opinión desfavorable y de las presiones ejercidas por la comunidad internacional.
El factor desencadenante de la crisis se derivó, principalmente, de la no conformidad del hasta ahora presidente, Laurent Gbagbo, y de parte de su gabinete de gobierno, que instigaron al Consejo Constitucional nacional, integrado por personal afín al gobierno instaurado para que manipulase los resultados reales de modo que se otorgase la victoria al actual presidente.
Tras haber quedado claras las posturas de ambos bandos, la comunidad internacional al completo (cabe destacar la Unión Europea, Estados Unidos, la Organización de las Naciones Unidas, la Unión Africana o la Comunidad Económica de Estados de África Occidental) se ha posicionado a favor de los resultados proclamados por la comisión electoral que dan a Outtara como vencedor en las elecciones.

## Elecciones presidenciales

### Primera vuelta
Después de cinco años de sucesivos aplazamientos de los comicios, los cuales se llegaron a postergar hasta en un total de seis ocasiones con el alegato de una complicada identificación de votantes, se celebraron en Costa de Marfil las primeras elecciones pluripartidistas de su historia el 31 de octubre del 2010. Sin embargo, éstas no fueron convocadas por la propia voluntad del estado africano sino que fue la presión internacional, ejercida por medio de actos como la aprobación en el verano del mismo año de la resolución 1933 del Consejo de Seguridad de las Naciones Unidas en la que se expresaba la preocupación de esta organización internacional con respecto al hecho de que no se hubiesen llamado a las urnas a los ciudadanos del estado africano durante un lustro, la que llevó al poder ejecutivo a acceder a tomar tal decisión.
De este modo, el 31 de octubre estaban llamados a las urnas de veinte mil colegios electorales en torno a 5.700.000 de ciudadanos marfileños, lo que se corresponde, aproximadamente, con el 25% de la población. En la primera vuelta de las elecciones presidenciales, en las que concurrían un total de catorce partidos políticos, se registró una participación masiva, que rondó el 83%, en medio de un clima de tranquilidad en parte favorecido por el despliegue policial y militar realizado por las fuerzas de seguridad internas y las vinculadas a la Operación de las Naciones Unidas en Costa de Marfil. Como era de esperar, de estos primeros comicios salieron victoriosos el presidente Laurent Gbagbo al recibir el 38% de los votos, y el exministro Alassane Ouattara, quien obtuvo el 32% de los mismos. La tercero fuerza política más votada fue la liderada por Henri Konan Bedié, quien descontento con el resultado obtenido, que lo dejaba automáticamente fuera de la segunda vuelta, solicitó un nuevo escrutinio alegando la falta de claridad y manipulación de los resultados por parte del gobierno; no obstante, sus reclamaciones no fueron escuchadas y el proceso electoral siguió su curso. Como ninguno de los candidatos logró obtener la mitad más uno de los votos emitidos, fue necesaria la convocación de la segunda vuelta para el 28 de noviembre del mismo año.

### Segunda vuelta

#### Campaña electoral
Con la apertura de la campaña electoral de la segunda vuelta se sobrevino una escalada de violencia a lo largo de todo el territorio nacional, así como un incremento de la tensión entre la población civil, que se canalizó por medio de grandes manifestaciones iniciadas por los seguidores de ambos bandos políticos. Como consecuencia de las trifulcas entre ambas facciones, durante el transcurso de la campaña electoral se registraron diversos heridos e incluso dos fallecimientos de civiles.
Sin embargo, a pesar de las continuas llamadas a la calma por parte de organismos nacionales e internacionales (también solicitaron calma las diversas autoridades religiosas del país) y de las muestras de cordialidad entre ambos contrincantes políticos, la inestabilidad social perduró en el ambiente.
Los poderes públicos marfileños, desbordados por los constantes enfrentamientos entre las dos facciones políticas, anunciaron el establecimiento del toque de queda desde el mismo día 28, fecha en la que tenían lugar los comicios, hasta el día 1 de diciembre, jornada esta última en la que habrían de conocerse los primeros resultados, con el objetivo de garantizar la seguridad de la votación y de los electores. Sin embargo, esta acción fue vista por la oposición como una excusa para facilitar acciones fraudulentas por parte de las autoridades públicas, lo que llevó a que gran parte de los integrantes de la oposición se negasen a someter al toque de queda. No obstante, ciertos cargos quedaron exentos de sometimiento.

#### Votación
La violencia presente a lo largo de toda la campaña electoral, durante la cual habían fallecido un total de cinco personas en combates librados entre ambas facciones políticas, desapareció casi por completo en la jornada electiva, la cual transcurrió en medio de un ambiente de relativa tranquilidad en el que tan solo se registraron incidentes de poca importancia, como retrasos en la apertura de algunos colegios electorales motivados por el toque de queda decretado por el gobierno. Esta calma se vio favorecida por el toque de queda nocturno decretado el día anterior.
Las primeras confrontaciones directas entre los dos cabezas de partido que se disputaban la presidencia del país en la segunda vuelta tuvieron lugar el último día del mes de noviembre, cuando la oposición acusó al presidente de querer permanecer en el poder a cualquier precio al mismo tiempo que le hacían responsable del retraso en la publicación de los resultados electorales por parte de la Comisión Electoral Independiente, la cual había cancelado sin explicación alguna la conferencia de prensa en la que habría de hacer públicos los primeros resultados provisionales.
Por otra parte, algunos integrantes del Frente Popular Marfileño afirmaron que en las regiones del norte del país se habían cometido irregularidades en la votación en favor del candidato opositor, exigiendo la celebración de una nueva votación en, al menos, tres circunscripciones.

### Resultados electorales
Tras una serie de vicisitudes, la Comisión Electoral Independiente logró publicar unos resultados electorales que atribuían la victoria al candidato opositor, Ouattara, quien habría obtenido el 54.1% de los votos válidamente emitidos.
Sin embargo, apenas dos horas después del pronunciamiento de los resultados, éstos fueron anulados por el Consejo Constitucional marfileño, quien alegó que la Comisión Electoral había sobrepasado el plazo de 72 horas que se le había asignado para la publicación de los primeros resultados provisionales. Si bien esta maniobra jurídica encuentra su respaldo en el artículo 94 de la Constitución aprobada en el 2000, donde se viene a decir que el Consejo está facultado para intervenir en las «disputas relativas a la elección del Presidente de la República y de los parlamentarios», debiendo ser este mismo órgano quien «proclame los resultados definitivos de las elecciones presidenciales», el hecho de que el director de la campaña electoral de Gbagbo hubiese declarado que los datos que pudiese publicar la CEI no serían vinculantes y la evidente parcialidad del tribunal constitucional despertaron los primeros recelos en la comunidad internacional.

## Incremento de la violencia tras las elecciones
El desconcierto generado entre la población después de la disputa electoral entre los dos candidatos concurrentes en la segunda vuelta, acabó desembocando en un incremento de los actos violentos y de la tensión social por buena parte del territorio del estado. La comunidad internacional, preocupada por una posible nueva guerra civil en el país, solicitó a Laurent Gbagbo que cejase en su empeño de permanecer en el cargo y entregase los poderes al legítimo vencedor.

## Ofensiva en el oeste
Durante el mes de febrero, las fuerzas leales a Ouattara iniciaron una ofensiva en el oeste del país con la que lograron tomar un total de cinco localidades que hasta el momento habían estado bajo el dominio del bando contrario. Sin embargo, las acciones militares no se magnificaron hasta el 28 de marzo, fecha en la que los pro Ouattara comenzaron el ataque (terrestre y aéreo) a la posición estratégica y de relevancia económica de Duékoué. 
En los días siguientes, la ofensiva progresó y se hicieron con el control de múltiples enclaves, tales como Bondoukou, Abengourou, Daloa y Duékoué, siendo en este último emplazamiento donde se registraron los combates más intensos. Asimismo, según el Comité Internacional de Cruz Roja y el Alto Comisionado de la ONU para Derechos Humanos, en Duékoué se efectuaron una serie de matanzas entre la población civil, siendo los principales objetivos aquellos que supuestamente eran simpatizantes del presidente saliente.

## Detención de Gbagbo
Después de una semana de asedio a la residencia presidencial, el 11 de abril las fuerzas leales a Ouattara, con el apoyo del destacamento francés y de las fuerzas de la ONU, detuvieron a Laurent Gbagbo y a su esposa. Gbagbo y su esposa fueron acusados de delitos económicos en agosto. Los cargos incluían saqueo, robo a mano armada y malversación de fondos. El gobierno, alegando su incompetencia, ha solicitado la participación de la Corte Penal Internacional (CPI) en la investigación de los crímenes relacionados con la violencia.